# 田園交響曲 (ヴォーン・ウィリアムズ)
田園交響曲（でんえんこうきょうきょく　英語：A Pastoral Symphony ）は、イギリスの作曲家レイフ・ヴォーン・ウィリアムズが作曲した3番目の交響曲。1918年から1921年にかけて作曲され、のちに交響曲第3番の番号も与えられた。全4楽章よりなる。

## 概要
ヴォーン・ウィリアムズが第一次世界大戦に従軍していたとき、ラッパ吹きがオクターブの音程を間違えて7度音程で吹いていたところから発想を得たという。このイメージは第2楽章のナチュラルトランペットの独奏へと受け継がれた。全部の楽章がモデラートあるいはレントからなっていて、ほんの一部を除いて曲中にテンポの速い箇所がない。五音音階に近い旋法や印象派の影響が強い和声など、ヴォーン・ウィリアムズの交響曲の中では親しみやすい部類に入るが、友人バターワースを含む第一次世界大戦の犠牲者への挽歌であると考えられている。

## 楽器編成
バスーンを除き、3管編成となっているが、弦楽器の独奏も多く用いられる。また、この曲で用いられる独唱は歌詞を持たないヴォカリーズである。
- フルート3（3番フルートはピッコロ持ち替え）、オーボエ2、コーラングレ、クラリネット3（3番クラリネットはバスクラリネット持ち替え）、バスーン2、ホルン4（1番ホルンはF管ナチュラルホルン持ち替え）、トランペット3（1番トランペットはE♭管ナチュラルトランペット持ち替え）、トロンボーン3、チューバ、ティンパニ、トライアングル、バスドラム、シンバル、ハープ、チェレスタ、ソプラノ（あるいはテノール）独唱、弦五部。

ただし、以下のパートは省略が可能である。その際には、他パートの奏者がそのパート譜に書かれた影符を演奏する。
- 3番フルート（この場合2番フルートがピッコロ持ち替え）、2番オーボエ（コーラングレは必須）、3番クラリネット、バスクラリネット、3番トランペット、チェレスタ、独唱

また、ナチュラルホルンとナチュラルトランペットは通常のバルブのついた楽器で代用できるが、その場合は作曲者の意図した第7倍音、第9倍音の音程はトランペットでは再現されないことになる（普通、ホルンはF管なので、バルブ操作を行わなければナチュラルホルンと同じように吹奏できる）。

## 構成

### 第1楽章　モルト・モデラート
流れるような旋律と印象派的な（ヴォーン・ウィリアムズは一時期ラヴェルに師事していた）美しい和声に支配される楽章。音楽は即興的に次から次へと移り変わっていくような印象を持つが、ソナタ形式による。第1主題は低弦・ハープによる上昇を繰り返す音型と独奏ヴァイオリンの下降する音型よりなる。第2主題はコーラングレが奏する鄙びた旋律である。

### 第2楽章　レント・モデラート
ホルンの奏でる主題によって開始される。雰囲気は第1楽章よりも瞑想的になるが、やはり次々に流れるように旋律が移り変わる。途中、弱音のなかからナチュラルトランペットによるカデンツァ風のソロが湧き出て一時的にオーケストラは昂るが、すぐに沈静化してしまう。楽章の終わり近くで同様にナチュラルホルンがクラリネットの対旋律（楽章冒頭の主題による）を伴って呼びかけるが、今度は弦が弱々しく上昇するだけで、楽章はそのまま終わってしまう。

### 第3楽章　モデラート・ペザンテ － プレスト
実質上のスケルツォ楽章だが速くなく、作曲者はこれを「スロー・ダンス」と形容した。A-B-A-B-Aの形式による。Aは低弦と金管による重々しい受け答えから始まる。Bはトランペットによって導かれる輝かしいトリオ。最後のAにはプレストのコーダがつく。コーダはこの交響曲で唯一速いテンポの音楽が現れるところで、Aの素材がフーガを用いた室内楽的な書法で処理される。

### 第4楽章　レント － モデラート・マエストーソ
瞑想的な先の3つの楽章に比べて、感情的な雰囲気が強い楽章。ティンパニのロールの上で歌う、ソプラノあるいはテノール独唱（独唱を省く場合はクラリネット）による旋法的なレチタティーヴォから始まる。その後木管から開始される悲歌調の主題が次第に気分を高めていき、その頂点で楽章冒頭の旋律が高音楽器のユニゾンで「熱情的に」奏されると、主題もトロンボーンから全オーケストラへと発展して最後の山場を作る。曲の最後では、独唱が消え入るように歌って終わる。